# Doctus cum libro
Doctus cum libro es una locución latina que significa “sabio con libro”. Es equivalente a Sapiens cum libro.
Esta expresión se utiliza para referirse a las personas que, siendo incapaces de crear nada por sí mismas, ni aun de juzgarlas al no tener ideas propias, se apoyan en lo dicho por otros y se dedican a ir recitando las citas aprendidas de lo que han leído en los libros. El nivel más bajo se da en los que se apoyan en los eslóganes comunes de su profesión.
En español y con el mismo propósito el epigrama “esos lucimientos, frutos son de otros talentos” se refiere a la misma incapacidad. Así también la frase “hablar por boca de ganso”.
«Doctus cum libro asinus in prato»: sentencia latina más amplia que “doctus cum libro”; “asinus in prato” significa “asno en el prado”.
- Datos: Q5812247